# Celrà (Orellà)
Celrà és un antic poble de l'actual comuna d'Orellà, a la comarca nord-catalana del Conflent. En romanen només ruïnes i vestigis de l'antiga església.
És a prop al nord-oest del poble d'Orellà, a prop a l'esquerra del Nou Canal d'Orellà. Hi havia hagut en aquest lloc el Castell de Celrà, així com l'església de Santa Cecília de Celrà, en ruïnes avui dia.

## Etimologia
L'origen del nom, com el de l'honònim Celrà del Gironès, ha estat discutit: durant un temps es cregué que podria procedir de la cellera, un recinte fortificat, però l'Onomasticon Cataloniae el considera derivat de Celerianu, del nom propi llatí Celer.

## Història
És documentat ja el 1010, amb el nom de villare Cirlano, i posteriorment se l'anomena Celra (1046), Cirilani (1072), Celrano (1020, 1227 i 1276), Salra (1359), Salrano (1385) i Salrrano (1435).
El 1317 s'esmenta el Castell de Celrà. No se n'han conservat res, i es creu que s'hauria tractat d'una torre de vigilància i senyals que hauria fet d'intermediària entre el Castell de Ralleu i el d'Èvol. El 1340 el poble i el castell foren incorporats al vescomtat d'Èvol, al qual pertanyien encara el 1383. L'any 1440, i encara el 1532, Celrà era vassall de l'abadia de Sant Martí del Canigó. No sembla que el lloc hagués estat mai gaire habitat: 30 habitants el 1378, 3 focs (cases) el 1385, i el 1440 ja només hi quedava un habitant.
L'església era dedicada a Santa Cecília, i només se n'ha conservat un tros de l'absis semicircular i part de les parets, amb característiques que permetrien situar-ne la construcció al segle xi. Podria haver estat de nau única, amb una capella lateral. Mostra de la importància que hauria tingut és que al segle xv era la seu d'una parròquia que comprenia Santa Maria d'Orellà i Santa Coloma de Bordoll i altres indrets de l'entorn. El 1559, però, la seu parroquial passà a Orellà, aleshores ja molt més important que Celrà.